# شاراني
شاراني (بالبلغارية: Шарани)‏ قرية تقع إدارياً ضمن بلدية غابروفو ‏ في بلغاريا. ويبلغ عدد سكانها 11 نسمة حسب تعداد 15 مارس 2015. تعتمد شاراني للبريد على الرمز البريدي 5300.